# Centro de Convenciones y Deportes de Palembang
El Centro de Convenciones y Deportes de Palembang es el nombre que recibe un pabellón deportivo multiusos situado en el centro de la ciudad de Palembang, Sumatra del Sur, en Indonesia, en una de las más conocidas zonas de negocios de la ciudad, Centre Point. Establecido en 2011 para los Juegos del Sudeste Asiático de 2011, ha sido elogiado por su diseño moderno y elegante, y su cancha de voleibol es la mejor de la nación. El centro fue originalmente construido en 1971, e inaugurado por el entonces presidente Suharto. Fue construido para los Juegos Nacionales escolares (o POMNAS en indonesio) en la década de 1980.